# Nieznany świt
Nieznany świt – siódmy album studyjny rockowego zespołu Harlem. Album ukazał się w 20 maja 2022 roku nakładem Agencji Muzycznej Polskiego Radia.

## Lista utworów
Źródło:.
1. „Crazy Town” (muz. Krzysztof Jaworski, Cezary Kaźmierczak, Marek Jakub Weigel, Stanisław Czeczot, Dominik Brzuzy-Jędrzejczyk; sł. Krzysztof Jaworski) – 4:56
2. „Bar” (muz. Krzysztof Jaworski; sł. Marek Jakub Weigel) – 7:44
3. „Jestem tu” (muz. i sł. Krzysztof Jaworski) – 3:39
4. „Słuchaj bracie” (muz. Cezary Kaźmierczak, Marek Jakub Weigel, Krzysztof Jaworski; sł. Krzysztof Jaworski) – 4:34
5. „Polski blues” (muz. Krzysztof Jaworski; sł. Bogdan Loebl) – 4:02
6. „Drugie dno” (muz. Krzysztof Jaworski; sł. Marek Jakub Weigel) – 2:55
7. „Siewierz (Jolka, Jolka popamiętasz)” (muz. i sł. Krzysztof Jaworski) – 3:37
8. „Chmury” (muz. Cezary Kaźmierczak, Marek Jakub Weigel, Krzysztof Jaworski; sł. Krzysztof Jaworski) – 3:43
9. „Płaszcz” (muz. i sł. Krzysztof Jaworski) – 3:51

bonus
1. „Niebieski listopad” (muz. Krzysztof Jaworski; sł. Marek Dutkiewicz) – 3:06
2. „Tylko popiół, tylko dym” (muz. Krzysztof Jaworski; sł. Marek Dutkiewicz) – 3:40
3. „Mazurski wiatr” (muz. i sł. Krzysztof Jaworski) – 3:35

## Twórcy
Źródło:.
Harlem
- Krzysztof Jaworski – gitara, gitara akustyczna
- Jakub Weigel – śpiew
- Cezary Kaźmierczak – instrumenty klawiszowe
- Stanisław Czeczot – gitara basowa
- Dominik Brzuzy-Jędrzejczyk – perkusja

oraz
- Marcin Gajko – mix, mastering